# Моара (комуна)
Моара (рум. Moara) — комуна у повіті Сучава в Румунії. До складу комуни входять такі села (дані про населення за 2002 рік):
- Булай (787 осіб)
- Ворніченій-Марі (273 особи)
- Ворніченій-Міч (99 осіб)
- Гроапа-Вледікій
- Літень (726 осіб)
- Моара-Карп (836 осіб)
- Моара-Ніка (1417 осіб) — адміністративний центр комуни
- Фрумоаса (191 особа)

Комуна розташована на відстані 351 км на північ від Бухареста, 6 км на південний захід від Сучави, 114 км на північний захід від Ясс.

## Населення
За даними перепису населення 2002 року у комуні проживали 4329 осіб.
Національний склад населення комуни:
| Національність | Кількість осіб | Відсоток |
| -------------- | -------------- | -------- |
| румуни         | 4127           | 95,3%    |
| поляки         | 195            | 4,5%     |
| турки          | 3              | 0,1%     |
| українці       | 1              | < 0,1%   |
| німці          | 1              | < 0,1%   |
| китайці        | 1              | < 0,1%   |

Рідною мовою назвали:
| Мова       | Кількість осіб | Відсоток |
| ---------- | -------------- | -------- |
| румунська  | 4217           | 97,4%    |
| польська   | 104            | 2,4%     |
| українська | 3              | 0,1%     |
| грецька    | 2              | < 0,1%   |
| німецька   | 1              | < 0,1%   |
| турецька   | 1              | < 0,1%   |
| китайська  | 1              | < 0,1%   |

Склад населення комуни за віросповіданням:
| Релігія                             | Кількість осіб | Відсоток |
| ----------------------------------- | -------------- | -------- |
| православні                         | 3616           | 83,5%    |
| п'ятдесятники                       | 327            | 7,6%     |
| римо-католики                       | 293            | 6,8%     |
| баптисти                            | 15             | 0,3%     |
| бретрени                            | 6              | 0,1%     |
| старообрядці                        | 6              | 0,1%     |
| адвентисти                          | 2              | < 0,1%   |
| реформати                           | 1              | < 0,1%   |
| греко-католики                      | 1              | < 0,1%   |
| лютерани (Аугсбурзького сповідання) | 1              | < 0,1%   |
| не вказали релігію                  | 1              | < 0,1%   |